# Ula Tirso
Ula Tirso là một đô thị ở tỉnh Oristano trong vùng Sardinia, có khoảng cách khoảng 90 km về phía bắc của Cagliari và cách khoảng 30 km về phía đông bắc của Oristano. Tại thời điểm ngày 31 tháng 12 năm 2004, đô thị này có dân số 616 người và diện tích là 18,8 km².
Ula Tirso giáp các đô thị: Ardauli, Busachi, Ghilarza, Neoneli, Ortueri.